# Gagnières
Ne doit pas être confondu avec Gagnière.
Gagnières est une commune française située dans le nord du département du Gard en région Occitanie, à la limite de l’Ardèche. De nos jours, Gagnières est un village principalement tourné vers le tourisme vert. Cette commune est connue pour son Centre Chrétien mais aussi un festival « Les in’attendus de Gagnières »
Gagnières est une commune rurale qui compte 1 095 habitants en 2022, après avoir connu un pic de population de 3 250 habitants en 1901. Elle est dans l'unité urbaine de Bessèges. Ses habitants sont appelés les Gagniérois ou  Gagniéroises.

## Géographie

### Localisation
Gagnières est limitrophe de la commune de Bessèges ; Bordezac et Courry (Gard) et des communes de Banne et Saint-Paul-le-Jeune (Ardèche).
Exposée à un climat méditerranéen, elle est drainée par la Ganière, le ruisseau de Doulovy et par divers autres petits cours d'eau. Incluse dans les Cévennes, la commune possède un patrimoine naturel remarquable : un site Natura 2000 (la « forêt de pins de Salzmann de Bessèges ») et quatre zones naturelles d'intérêt écologique, faunistique et floristique.

### Hydrographie et relief
Une rivière traverse Gagnières, la Ganière, affluent de la Cèze et longue de 27 kilomètres, dont 12 dans le département du Gard. Elle prend sa source à la Croix Rousse, après l'union de plusieurs ruisseaux sur la commune de Malons-et-Elze à 871 mètres d'altitude. C'est une rivière aurifère, ce qui a donné lieu à une activité minière au cours des temps. Des orpailleurs amateurs sillonnent toujours son cours à la recherche d'éventuelles pépites ou de paillettes d'or.

### Climat
Pour des articles plus généraux, voir Climat de l'Occitanie et Climat du Gard.
En 2010, le climat de la commune est de type climat méditerranéen franc, selon une étude s'appuyant sur une série de données couvrant la période 1971-2000. En 2020, Météo-France publie une typologie des climats de la France métropolitaine dans laquelle la commune est exposée à un climat de montagne ou de marges de montagne et est dans la région climatique Provence, Languedoc-Roussillon, caractérisée par une pluviométrie faible en été, un très bon ensoleillement (2 600 h/an), un été chaud (21,5 °C), un air très sec en été, sec en toutes saisons, des vents forts (fréquence de 40 à 50 % de vents > 5 m/s) et peu de brouillards.
Pour la période 1971-2000, la température annuelle moyenne est de 12,8 °C, avec une amplitude thermique annuelle de 17,2 °C. Le cumul annuel moyen de précipitations est de 1 396 mm, avec 7,4 jours de précipitations en janvier et 4 jours en juillet. Pour la période 1991-2020, la température moyenne annuelle observée sur la station météorologique la plus proche, située sur la commune de La Grand-Combe à 13 km à vol d'oiseau, est de 13,7 °C et le cumul annuel moyen de précipitations est de 1 414,0 mm,. Pour l'avenir, les paramètres climatiques de la commune estimés pour 2050 selon différents scénarios d’émission de gaz à effet de serre sont consultables sur un site dédié publié par Météo-France en novembre 2022.

### Milieux naturels et biodiversité

#### Espaces protégés
La protection réglementaire est le mode d’intervention le plus fort pour préserver des espaces naturels remarquables et leur biodiversité associée,.
Dans ce cadre, la commune fait partie de l'aire d'adhésion du Parc national des Cévennes. Ce  parc national, créé en 1967, est un territoire de moyenne montagne formé de cinq entités géographiques : le massif de l'Aigoual, le causse Méjean avec les gorges du Tarn et de la Jonte, le mont Lozère, les vallées cévenoles ainsi que le piémont cévenol.
La commune fait partie de la zone de transition des Cévennes, un territoire d'une superficie de 116 032 ha reconnu réserve de biosphère par l'UNESCO en 1985 pour la mosaïque de milieux naturels qui la composent et qui abritent une biodiversité exceptionnelle, avec 2 400 espèces animales, 2 300 espèces de plantes à fleurs et de fougères, auxquelles s’ajoutent d’innombrables mousses, lichens, champignons,.

#### Réseau Natura 2000

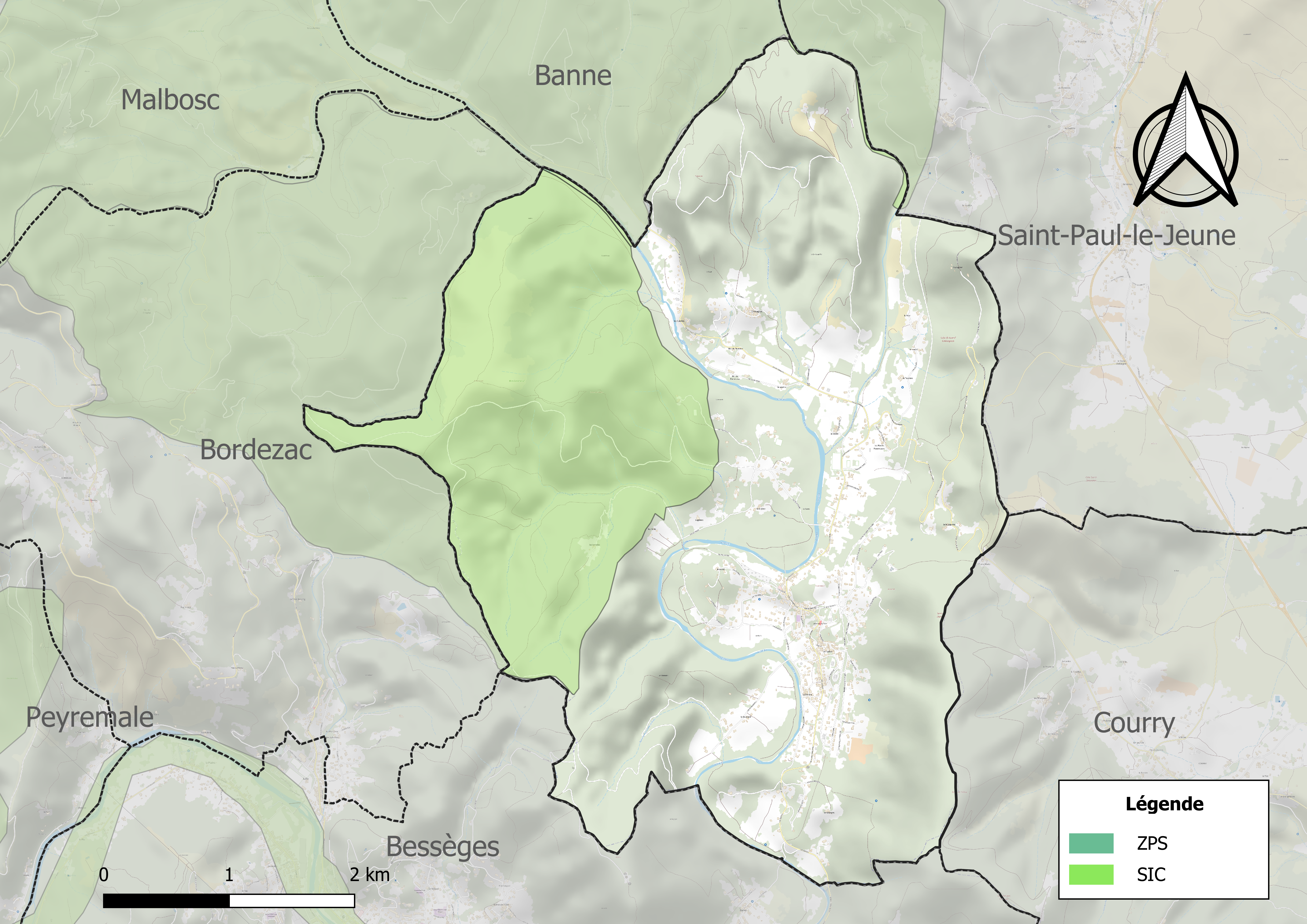
Site Natura 2000 sur le territoire communal.

Le réseau Natura 2000 est un réseau écologique européen de sites naturels d'intérêt écologique élaboré à partir des directives habitats et oiseaux, constitué de zones spéciales de conservation (ZSC) et de zones de protection spéciale (ZPS).
Un site Natura 2000 a été défini sur la commune au titre de la directive habitats : la « forêt de pins de Salzmann de Bessèges », d'une superficie de 743 ha, abritant le Pin de Salzmann, une des essences forestières les plus rares de France, et constitue à ce titre un enjeu majeur pour la conservation de l'habitat au niveau régional.

#### Zones naturelles d'intérêt écologique, faunistique et floristique
L’inventaire des zones naturelles d'intérêt écologique, faunistique et floristique (ZNIEFF) a pour objectif de réaliser une couverture des zones les plus intéressantes sur le plan écologique, essentiellement dans la perspective d’améliorer la connaissance du patrimoine naturel national et de fournir aux différents décideurs un outil d’aide à la prise en compte de l’environnement dans l’aménagement du territoire.
Trois ZNIEFF de type 1 sont recensées sur la commune :
- les « ruisseaux de la Ganière et d'Abeau » (167 ha), couvrant 6 communes dont 3 dans l'Ardèche et 3 dans le Gard[16] ;
- la « vallée de la Ganière àChavagnac » (16 ha), couvrant 2 communes du département[17] ;
- le « vallon du ruisseau du Ranc Corbier » (89 ha), couvrant 2 communes du département[18] ;

et une ZNIEFF de type 2, : 
le « bois de Bordezac et de Bessèges » (1 797 ha), couvrant 4 communes du département.

Carte des ZNIEFF de type 1 et 2 à Gagnières.
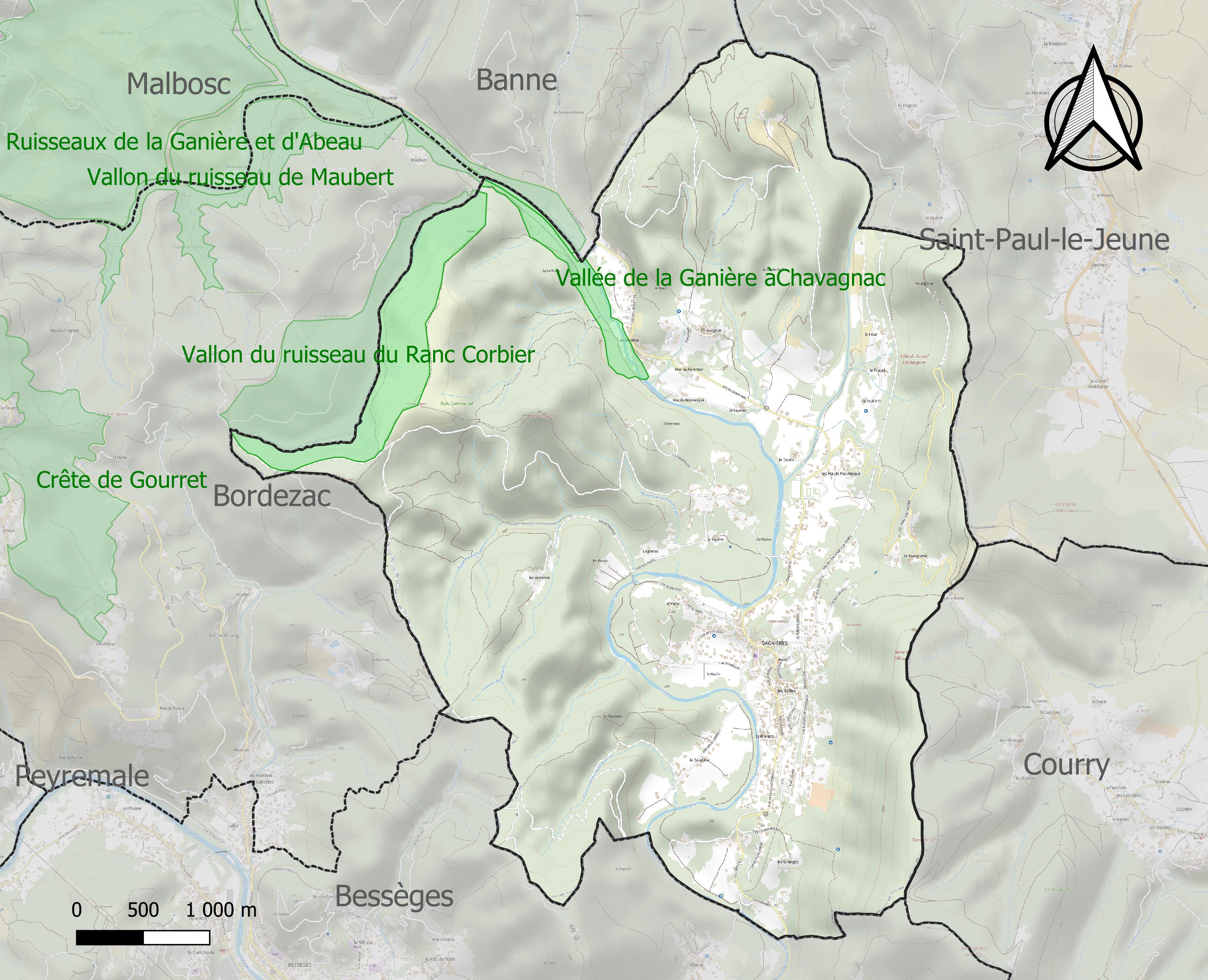
Carte des ZNIEFF de type 1 sur la commune.
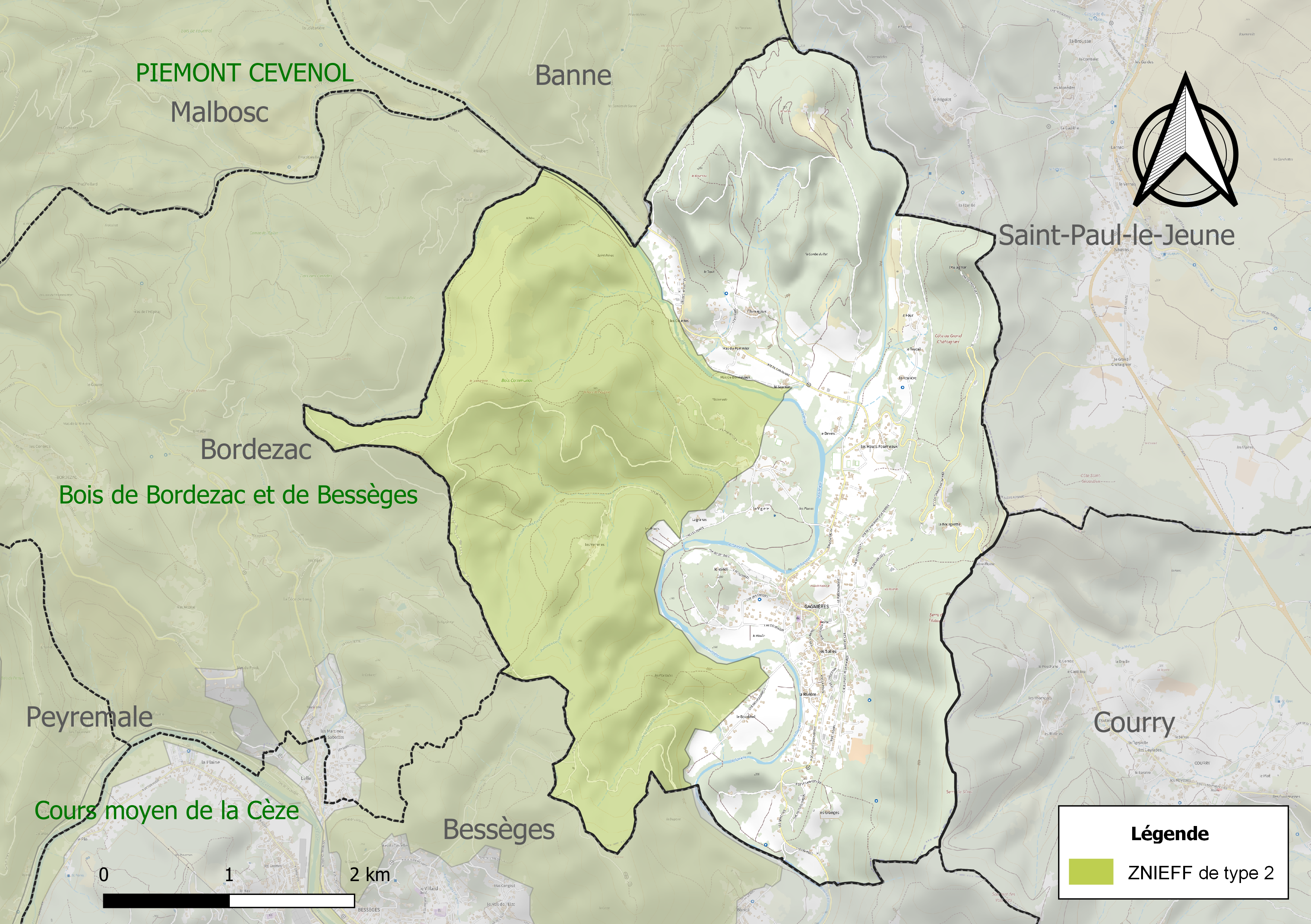
Carte de la ZNIEFF de type 2 sur la commune.

## Urbanisme

### Typologie
Au 1er janvier 2024, Gagnières est catégorisée commune rurale à habitat dispersé, selon la nouvelle grille communale de densité à sept niveaux définie par l'Insee en 2022.
Elle appartient à l'unité urbaine de Bessèges, une agglomération intra-départementale regroupant trois  communes, dont elle est une commune de la banlieue,,. La commune est en outre hors attraction des villes,.

### Occupation des sols
L'occupation des sols de la commune, telle qu'elle ressort de la base de données européenne d’occupation biophysique des sols Corine Land Cover (CLC), est marquée par l'importance des forêts et milieux semi-naturels (81,2 % en 2018), une proportion identique à celle de 1990 (81,2 %). La répartition détaillée en 2018 est la suivante : 
forêts (72,4 %), prairies (11,6 %), milieux à végétation arbustive et/ou herbacée (8,7 %), zones urbanisées (4,3 %), zones agricoles hétérogènes (2,9 %). L'évolution de l’occupation des sols de la commune et de ses infrastructures peut être observée sur les différentes représentations cartographiques du territoire : la carte de Cassini (XVIIIe siècle), la carte d'état-major (1820-1866) et les cartes ou photos aériennes de l'IGN pour la période actuelle (1950 à aujourd'hui).

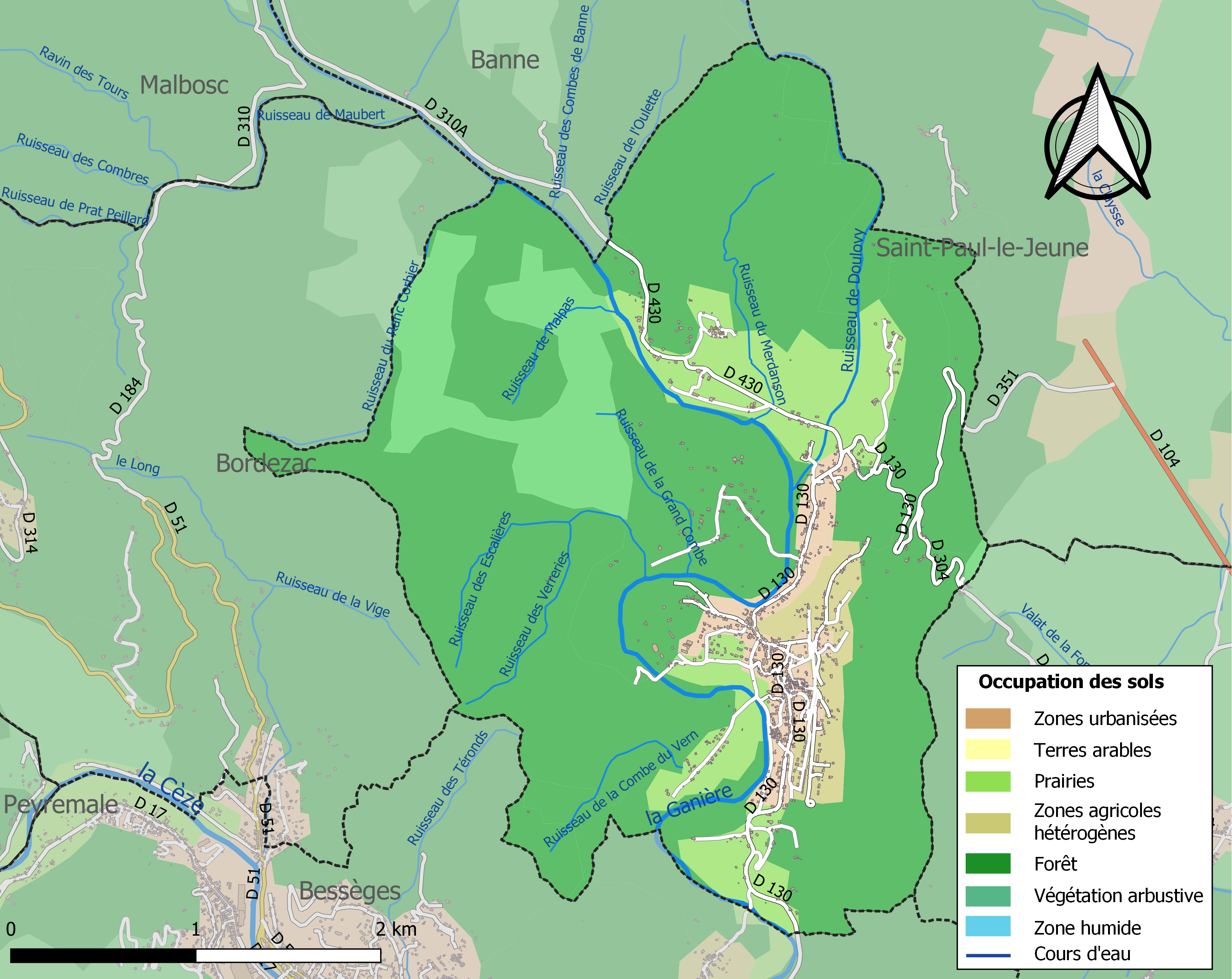
Carte des infrastructures et de l'occupation des sols de la commune en 2018 (CLC).

### Logement
| Évolution du nombre de logements | Évolution du nombre de logements | Évolution du nombre de logements | Évolution du nombre de logements | Évolution du nombre de logements | Évolution du nombre de logements | Évolution du nombre de logements | Évolution du nombre de logements |
| Type de logement                 | 1968                             | 1975                             | 1982                             | 1990                             | 1999                             | 2007                             | 2010                             |
| -------------------------------- | -------------------------------- | -------------------------------- | -------------------------------- | -------------------------------- | -------------------------------- | -------------------------------- | -------------------------------- |
| Résidences Principales           | 457 (76,54 %)                    | 431 (70,54 %)                    | 400 (63,49 %)                    | 399 (60,54 %)                    | 437 (68,28 %)                    | 529 (75,25 %)                    | 536 (75,28 %)                    |
| Résidences Secondaires           | 98 (16,42 %)                     | 133 (21,77 %)                    | 189 (30,00 %)                    | 204 (30,96 %)                    | 192 (30,00 %)                    | 133 (18,92 %)                    | 135 (18,96 %)                    |
| Logements Vacants                | 42 (7,04 %)                      | 47 (7,69 %)                      | 41 (6,51 %)                      | 56 (8,50 %)                      | 11 (1,72 %)                      | 41 (5,83 %)                      | 41 (5,76 %)                      |
| Total                            | 597                              | 611                              | 630                              | 659                              | 640                              | 703                              | 712                              |
| Sources des données : INSEE      |                                  |                                  |                                  |                                  |                                  |                                  |                                  |

### Voies de communication et transports
Gagnières dispose de 4 taxis. La commune est également desservie par une ligne de bus Ales'y qui fait la liaison avec Alès.

### Risques majeurs
Le territoire de la commune de Gagnières est vulnérable à différents aléas naturels : météorologiques (tempête, orage, neige, grand froid, canicule ou sécheresse), inondations, feux de forêts, mouvements de terrains et séisme (sismicité faible). Il est également exposé à un risque particulier : le risque de radon. Un site publié par le BRGM permet d'évaluer simplement et rapidement les risques d'un bien localisé soit par son adresse soit par le numéro de sa parcelle.

#### Risques naturels
La commune fait partie du territoire à risques importants d'inondation (TRI) d'Alès, regroupant 37 communes autour d'Alès, un des 31 TRI qui ont été arrêtés fin 2012 sur le bassin Rhône-Méditerranée, retenu au regard des risques de débordements de la Cèze et des Gardons. Parmi les dernières crues significatives qui ont touché le territoire figurent celles de 1958 et de septembre 2002. Des cartes des surfaces inondables ont été établies pour trois scénarios : fréquent (crue de temps de retour de 10 ans à 30 ans), moyen (temps de retour de 100 ans à 300 ans) et extrême (temps de retour de l'ordre de 1 000 ans, qui met en défaut tout système de protection),. La commune a été reconnue en état de catastrophe naturelle au titre des dommages causés par les inondations et coulées de boue survenues en 1982, 1983, 1995, 1998, 2008 et 2015,.

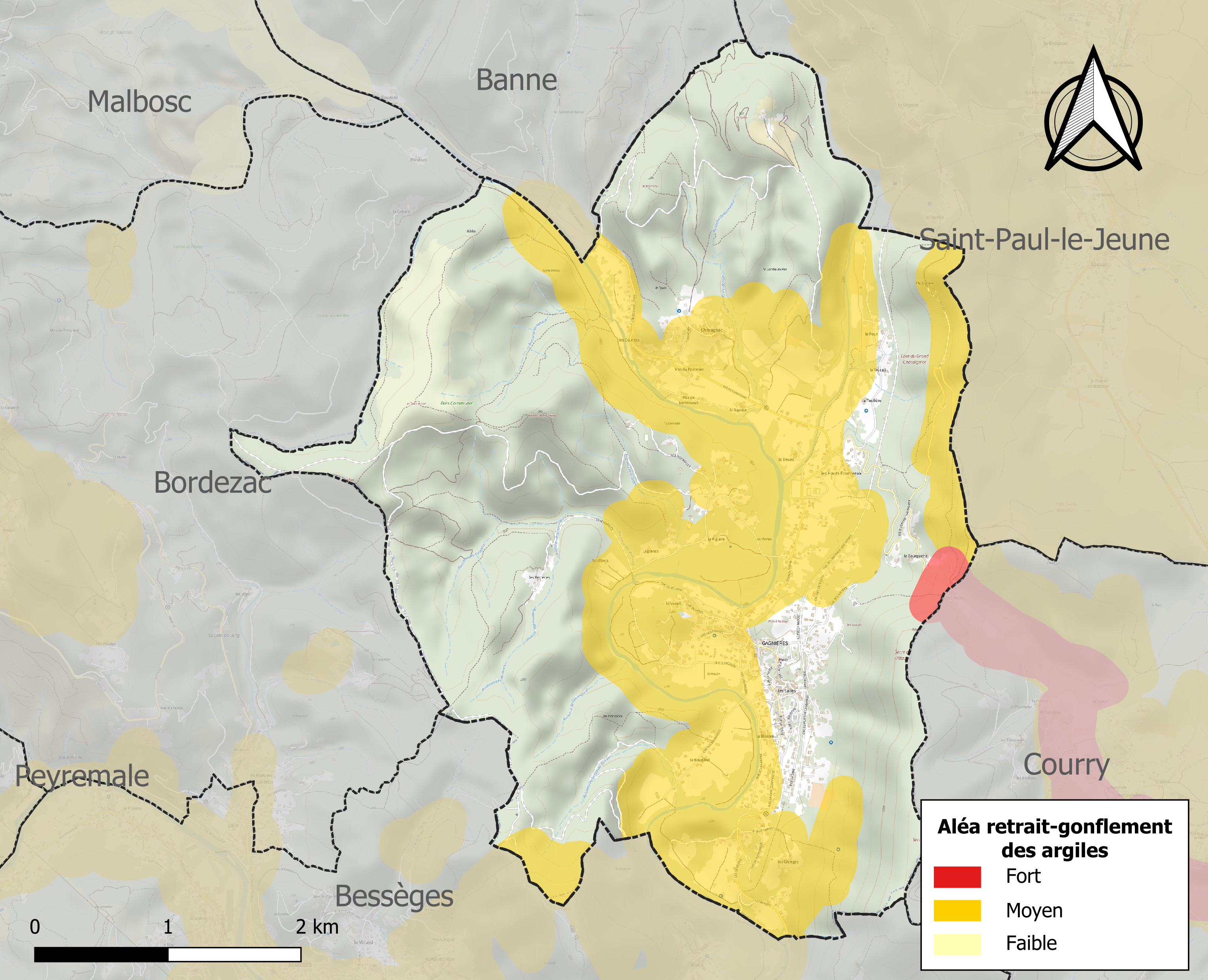
Carte des zones d'aléa retrait-gonflement des sols argileux de Gagnières.

La commune est vulnérable au risque de mouvements de terrains constitué principalement du retrait-gonflement des sols argileux. Cet aléa est susceptible d'engendrer des dommages importants aux bâtiments en cas d’alternance de périodes de sécheresse et de pluie. 40,7 % de la superficie communale est en aléa moyen ou fort (67,5 % au niveau départemental et 48,5 % au niveau national). Sur les 525 bâtiments dénombrés sur la commune en 2019, 337 sont en aléa moyen ou fort, soit 64 %, à comparer aux 90 % au niveau départemental et 54 % au niveau national. Une cartographie de l'exposition du territoire national au retrait gonflement des sols argileux est disponible sur le site du BRGM,.
Par ailleurs, afin de mieux appréhender le risque d’affaissement de terrain, l'inventaire national des cavités souterraines permet de localiser celles situées sur la commune.
Concernant les mouvements de terrains, la commune a été reconnue en état de catastrophe naturelle au titre des dommages causés par des mouvements de terrain en 1983.

#### Risque particulier
Dans plusieurs parties du territoire national, le radon, accumulé dans certains logements ou autres locaux, peut constituer une source significative d’exposition de la population aux rayonnements ionisants. Certaines communes du département sont concernées par le risque radon à un niveau plus ou moins élevé. Selon la classification de 2018, la commune de Gagnières est classée en zone 3, à savoir zone à potentiel radon significatif.

## Toponymie
- de la rivière Ganière : occitan Ganhièira[33], racine occitane gagna, du roman guaniar : gagner, obtenir, remporter ; triompher, franchir[34].
Au XIXe siècle, l'orthographe en français est Gagnère[35],[34].
- le nom occitan est Castilhon de Corri ou Castilhon de Ganhièira.
- le nom français de la commune est Castillon de Courry à la Révolution. La commune est rebaptisée Castillon vers 1800, Castillon de Gagnières vers 1841 et finalement Gagnières en 1922.
- on trouve aussi Castillon sur la Gagnière (Bulletin des lois n°987, p. 949)

## Histoire

### Époque moderne
En 1774, Gagnières compte 9 mines de charbon, galeries creusées dans des propriétés privées.

### Époque contemporaine
En 1841, Castillon-de-Courry est renommé Castillon-de-Gagnières.
En 1857, Le Travers et Le Villard sont séparés de Castillon-de-Gagnières pour former la nouvelle commune de Bessèges.
En 1922, Castillon-de-Gagnières est renommée Gagnières.
En 1926, Foussignargues et Castillon sont séparés de Gagnières pour former la nouvelle commune de Foussignargues.
En 1972, Foussignargues est annexé à Bessèges.

#### Les mines
Gagnières a été une cité minière jusqu’en 1929. En ce qui concerne l'or, il y a 120 personnes employées en 1913.
Mais c'est surtout le charbon qui était important. Au XIXe siècle, l'exploitation devint industrielle. Sept puits de 4 mètres de diamètre sont forés :
- le puits Parran, utilisé de 1870 à 1930 : avec 810 m de profondeur, un des puits les plus profonds de France
- le puits de Lavernède (1880-1926), 220 mètres de profondeur, utilisé pour le pompage et la descente du matériel
- le puits du viaduc (1880-1925), 350 mètres de profondeur, utilisé pour l'exploitation
- le puits Thomas, 80 mètres de profondeur, puits d'aération
- le puits Sirodo
- le puits Chavagnac
- le puits Julien

Aujourd'hui, ne subsistent que quelques vestiges de cette activité :
- le bâtiment de la centrale électrique construit en 1910 à côté du puits Parran ;
- les anciennes galeries à flanc de coteaux et du puits de Chavagnac ;
- le puits Sirodo et le puits Thomas ont été transformés en maison d'habitation.

Tous les puits ont été mis en sécurité en 1972 et en 2005.

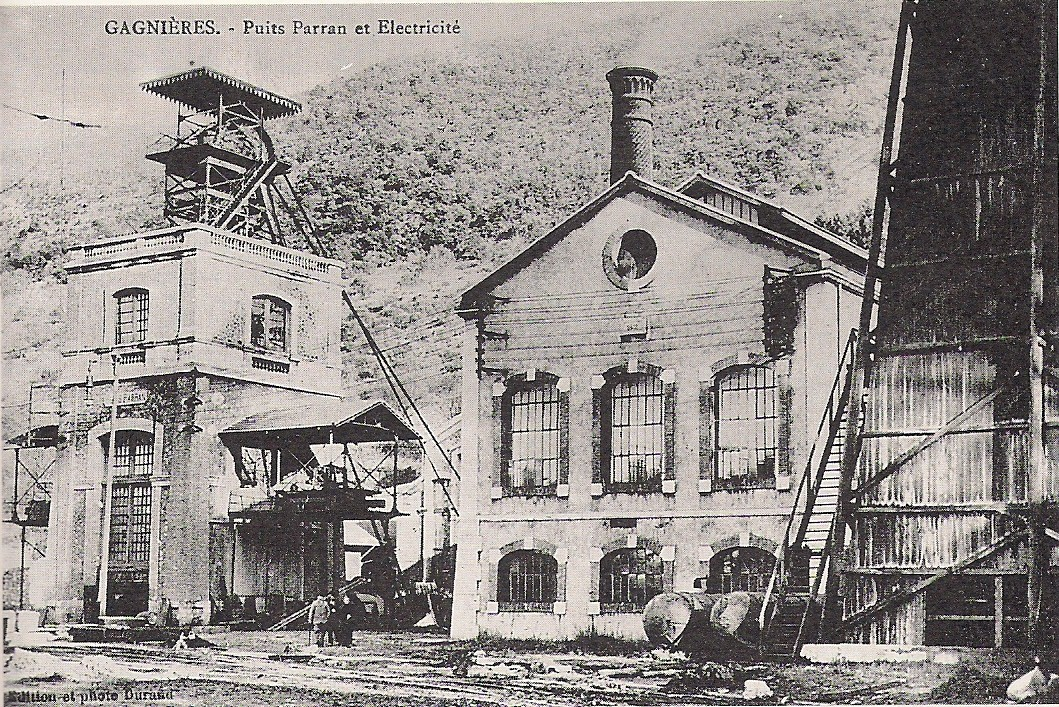
Le puits Parran et l'usine électrique en 1909.
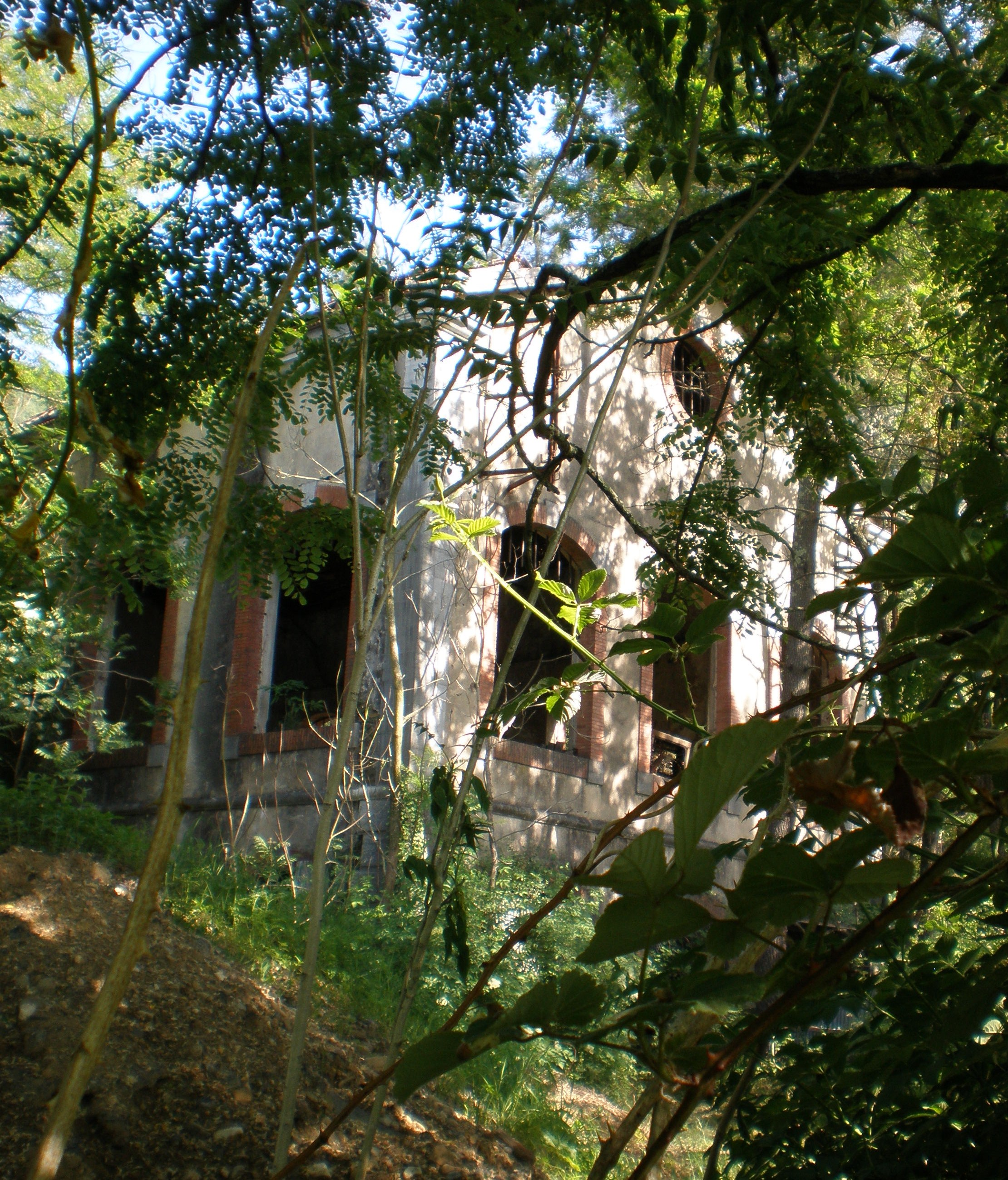
100 ans plus tard, vestige de l'usine d'électricité à côté du puits Parran, caché derrière les broussailles.

Cette centrale n'existe plus.
Pour plus d'informations voir :
Musée de la mine Gagnieres site internet.

#### L'ancienne ligne de chemin de fer

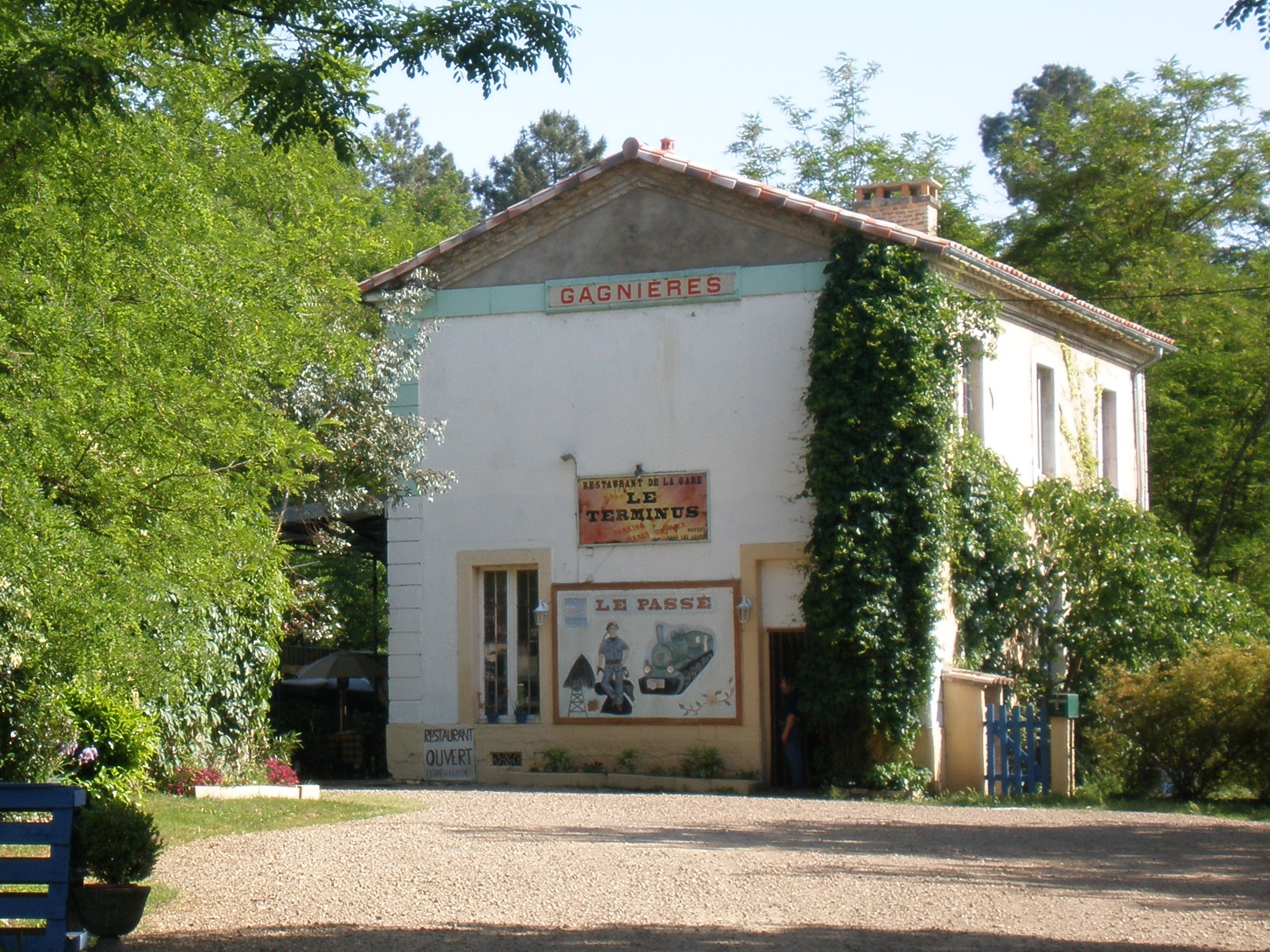
Ancienne gare de Gagnières.

Le village était desservi, jusqu'en 1982, par la voie ferrée PLM puis SNCF de la ligne Vogüé - Robiac-Rochessadoule. L'ancienne gare, toujours visible, a été transformée en restaurant, et le site de la gare, anciennement occupé par des usines de traitement du charbon et le carreau du puits Parran, est en pleine mutation, un lotissement y a été construit.

#### Le pont des piles
Afin de faire traverser la ligne de chemin de fer PLM au-dessus de la Ganière pour relier Gagnières à Bessèges, un viaduc en pierre est construit à l'ouverture de la ligne en 1871. Ébranlé par les travaux miniers, il est démoli et un nouveau viaduc à poutres treillis est construit en 1888. Après la fermeture définitive de la ligne, le viaduc est démoli en 1990 ; seuls subsistent aujourd'hui les anciennes piles du pont. Un petit monument en hommage aux anciens mineurs fut érigé[Quand ?] à l'emplacement des anciennes piles du pont sur la route de Gagnières à Bessèges.

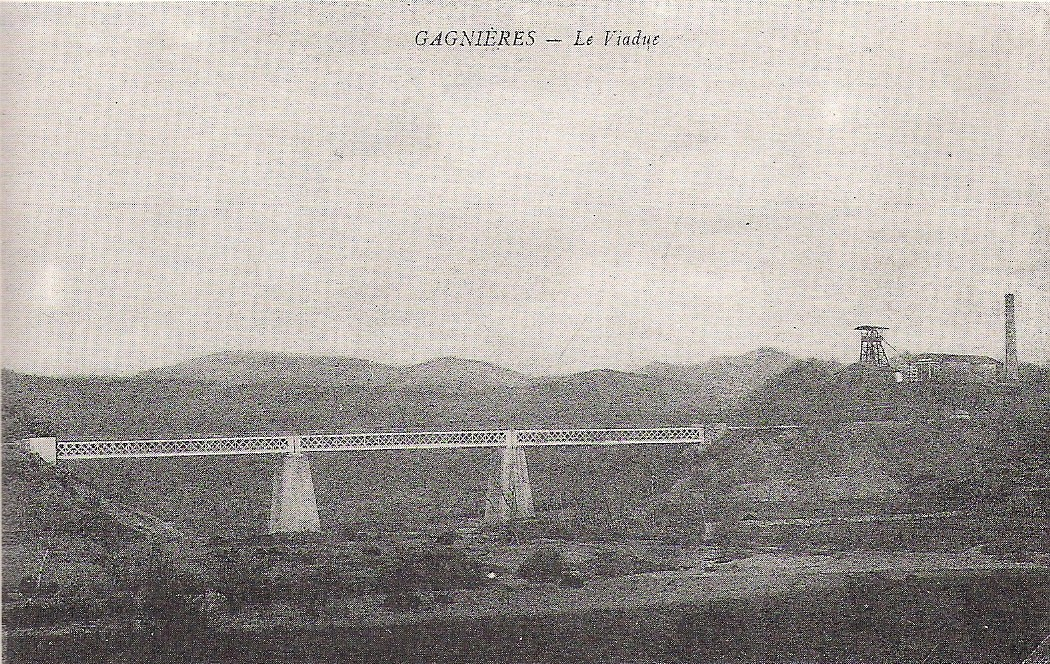
Le second viaduc de Gagnières à poutres treillis en 1903.
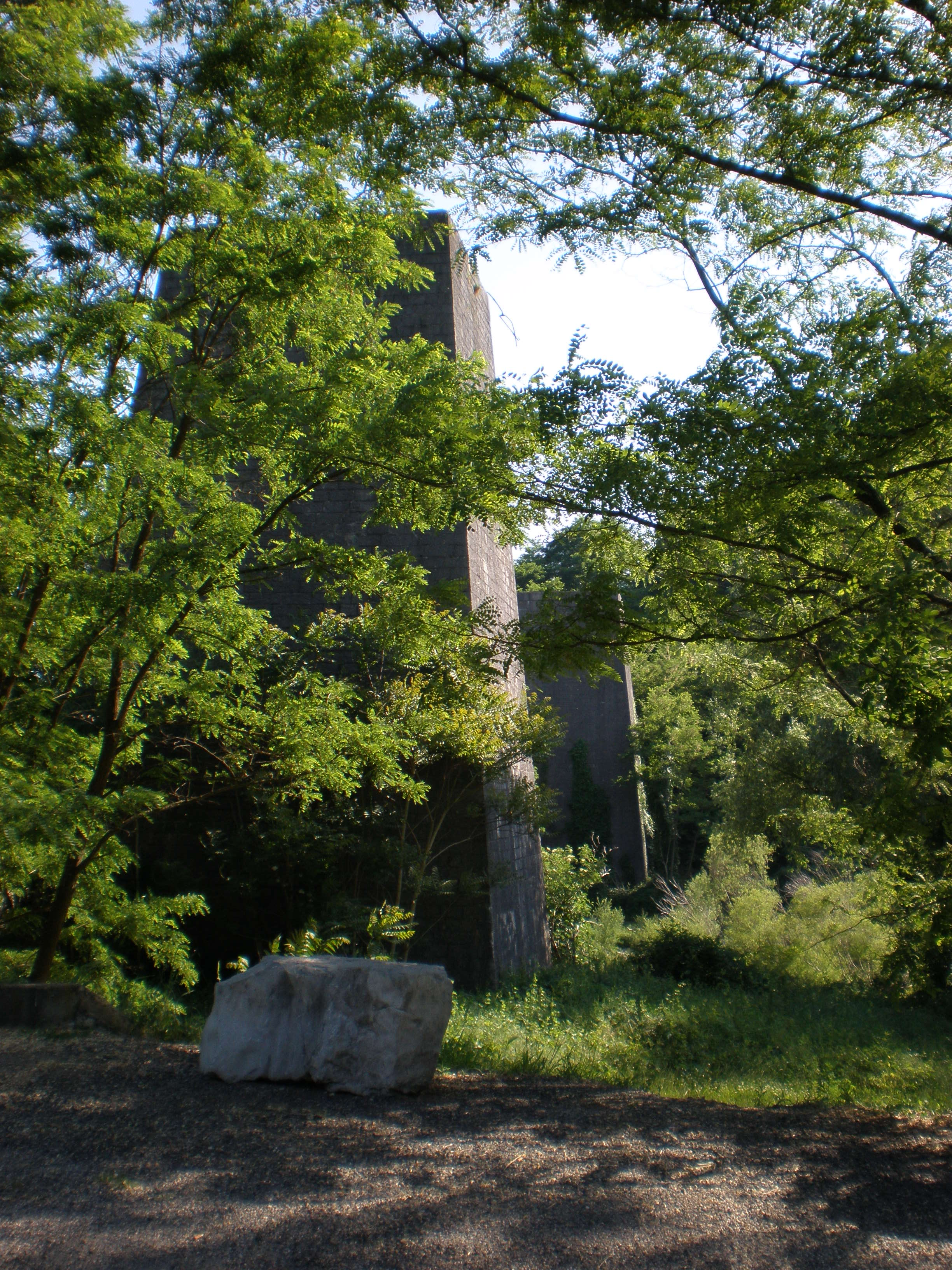
Vestiges des anciennes piles du viaduc.
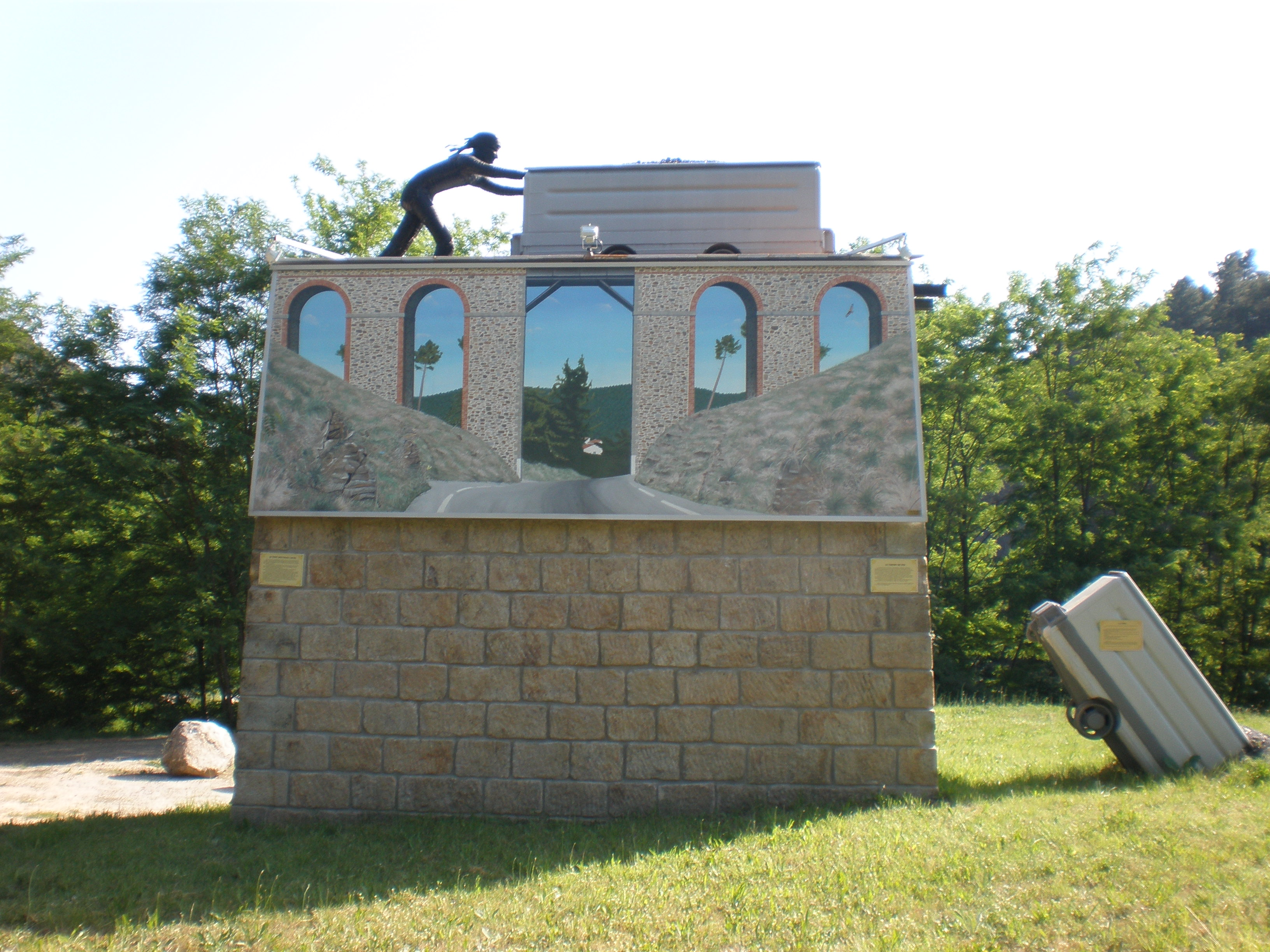
Monument hommage aux anciens mineurs.

### Seconde Guerre mondiale
La commune élit un maire Section française de l'Internationale communiste (ancêtre du PCF) aux élections de 1935. La signature du pacte germano-soviétique suivie du déclenchement de la Seconde Guerre mondiale ont des répercussions rapides sur la vie des communes communistes ; le maire de Gagnières est suspendu en application du décret du 26 septembre 1939 et remplacé par une délégation spéciale. Mais la délégation elle-même n’est pas assez docile au goût du régime de Vichy : par exemple, le maire nommé refuse de retirer le buste de Marianne, coiffée d’un bonnet rouge : le préfet le suspend.

### Incendie du 7 juillet 2022
Feu de forêt au Nord du Gard de 2022
Le 7 juillet 2022, un Feu de forêt majeur a ravagé une partie de la commune de Gagnières, détruisant plus de 700 hectares de végétation. Les dégâts causés à la nature sont considérables, marquant durablement le paysage et la biodiversité de la région.

## Politique et administration

### Liste des maires
| Période  | Période  | Identité          | Étiquette | Qualité                                                     |
| -------- | -------- | ----------------- | --------- | ----------------------------------------------------------- |
| 1983     | 1987     | François Laurent  |           |                                                             |
| 1995     | 2014     | Olivier Martin    | DVD       | Président de la communauté de communes des Cévennes Actives |
| 2014     | 2016     | Antoinette Moussu | DVG       | Retraitée                                                   |
| 2016     | 2020     | Carlos Balmes     | DVG       |                                                             |
| mai 2020 | en cours | Olivier Martin    | DVG       | Président de la communauté de communes Cèze-Cévennes        |

## Population et société

### Démographie
L'évolution du nombre d'habitants est connue à travers les recensements de la population effectués dans la commune depuis 1793. Pour les communes de moins de 10 000 habitants, une enquête de recensement portant sur toute la population est réalisée tous les cinq ans, les populations de référence des années intermédiaires étant quant à elles estimées par interpolation ou extrapolation. Pour la commune, le premier recensement exhaustif entrant dans le cadre du nouveau dispositif a été réalisé en 2008.

En 2022, la commune comptait 1 095 habitants, en évolution de −5,28 % par rapport à 2016 (Gard : +2,97 %, France hors Mayotte : +2,11 %).
| 1793 | 1800 | 1806  | 1821  | 1831  | 1836  | 1841  | 1846  | 1851  |
| ---- | ---- | ----- | ----- | ----- | ----- | ----- | ----- | ----- |
| 993  | 969  | 1 105 | 1 165 | 1 261 | 1 362 | 1 416 | 1 566 | 1 827 |

| 1856  | 1861  | 1866  | 1876  | 1881  | 1886  | 1891  | 1896  | 1901  |
| ----- | ----- | ----- | ----- | ----- | ----- | ----- | ----- | ----- |
| 1 484 | 1 369 | 1 399 | 2 182 | 2 581 | 2 985 | 2 910 | 3 197 | 3 250 |

| 1906  | 1911  | 1921  | 1926  | 1931  | 1936  | 1946  | 1954  | 1962  |
| ----- | ----- | ----- | ----- | ----- | ----- | ----- | ----- | ----- |
| 3 149 | 2 928 | 2 935 | 1 978 | 1 514 | 1 196 | 1 214 | 1 369 | 1 242 |

| 1968  | 1975  | 1982 | 1990 | 1999 | 2006  | 2008  | 2013  | 2018  |
| ----- | ----- | ---- | ---- | ---- | ----- | ----- | ----- | ----- |
| 1 174 | 1 045 | 920  | 878  | 919  | 1 048 | 1 080 | 1 160 | 1 085 |

| 2022  | - | - | - | - | - | - | - | - |
| ----- | - | - | - | - | - | - | - | - |
| 1 095 | - | - | - | - | - | - | - | - |

| Naissances | 5   | 6  | 5  | 7 | 5  | 5  | 4   | 5   | 3   | 5  | 9  | 5  | 7 |  |  |  |
| Décès      | 17  | 9  | 11 | 4 | 13 | 11 | 14  | 18  | 20  | 13 | 10 | 10 | 7 |  |  |  |
| Solde      | -12 | -3 | -6 | 3 | -8 | -6 | -10 | -13 | -17 | -8 | -1 | -5 | 0 |  |  |  |

## Économie

### Revenus
En 2018  (données Insee publiées en septembre 2021), la commune compte 476 ménages fiscaux, regroupant 935 personnes. La médiane du revenu disponible par unité de consommation est de 17 520 € (20 020 € dans le département).

### Emploi
|                | 2008   | 2013   | 2018   |
| -------------- | ------ | ------ | ------ |
| Commune        | 13,7 % | 15,6 % | 15,2 % |
| Département    | 10,6 % | 12 %   | 12 %   |
| France entière | 8,3 %  | 10 %   | 10 %   |

En 2018, la population âgée de 15 à 64 ans s'élève à 606 personnes, parmi lesquelles on compte 66,3 % d'actifs (51,2 % ayant un emploi et 15,2 % de chômeurs) et 33,7 % d'inactifs,. Depuis 2008, le taux de chômage communal (au sens du recensement) des 15-64 ans est supérieur à celui de la France et du département.
La commune est hors attraction des villes,. Elle compte 133 emplois en 2018, contre 131 en 2013 et 139 en 2008. Le nombre d'actifs ayant un emploi résidant dans la commune est de 317, soit un indicateur de concentration d'emploi de 41,9 % et un taux d'activité parmi les 15 ans ou plus de 43,6 %.
Sur ces 317 actifs de 15 ans ou plus ayant un emploi, 107 travaillent dans la commune, soit 34 % des habitants. Pour se rendre au travail, 89,6 % des habitants utilisent un véhicule personnel ou de fonction à quatre roues, 0,6 % les transports en commun, 3,7 % s'y rendent en deux-roues, à vélo ou à pied et 6 % n'ont pas besoin de transport (travail au domicile).

### Activités hors agriculture

#### Secteurs d'activités
78 établissements sont implantés  à Gagnières au 31 décembre 2019. Le tableau ci-dessous en détaille le nombre par secteur d'activité et compare les ratios avec ceux du département,.
| Secteur d'activité                                                                                        | Commune | Commune | Département |
| Secteur d'activité                                                                                        | Nombre  | %       | %           |
| --- | ------- | ------- | ----------- |
| Ensemble                                                                                                  | 78      |         |             |
| Industrie manufacturière, industries extractives et autres                                                | 8       | 10,3 %  | (7,9 %)     |
| Construction                                                                                              | 22      | 28,2 %  | (15,5 %)    |
| Commerce de gros et de détail, transports, hébergement et restauration                                    | 29      | 37,2 %  | (30 %)      |
| Information et communication                                                                              | 1       | 1,3 %   | (2,2 %)     |
| Activités immobilières                                                                                    | 1       | 1,3 %   | (4,1 %)     |
| Activités spécialisées, scientifiques et techniques et activités de services administratifs et de soutien | 5       | 6,4 %   | (14,9 %)    |
| Administration publique, enseignement, santé humaine et action sociale                                    | 3       | 3,8 %   | (13,5 %)    |
| Autres activités de services                                                                              | 9       | 11,5 %  | (8,8 %)     |

Le secteur du commerce de gros et de détail, des transports, de l'hébergement et de la restauration est prépondérant sur la commune puisqu'il représente 37,2 % du nombre total d'établissements de la commune (29 sur les 78 entreprises implantées  à Gagnières), contre 30 % au niveau départemental.

#### Entreprises et commerces
Les trois entreprises ayant leur siège social sur le territoire communal qui génèrent le plus de chiffre d'affaires en 2020 sont : 
- Mc-Pro, commerce de gros (commerce interentreprises) de fournitures et équipements divers pour le commerce et les services (619 k€)
- Transports Chabal Ghislain, travaux de terrassement courants et travaux préparatoires (177 k€)
- Azzolini Jeremie Travaux Publics - AJTP, travaux de terrassement courants et travaux préparatoires (34 k€)

### Agriculture
|               | 1988 | 2000 | 2010 | 2020 |
| ------------- | ---- | ---- | ---- | ---- |
| Exploitations | 10   | 9    | 5    | 1    |
| SAU (ha)      | 15   | 28   | 7    | 42   |

La commune est dans les Cévennes, une petite région agricole occupant l'ouest du département du Gard. En 2020, l'orientation technico-économique de l'agriculture  sur la commune est l'élevage d'ovins ou de caprins. Une seule  exploitation agricole ayant son siège dans la commune est recensée lors du recensement agricole de 2020 (dix en 1988). La superficie agricole utilisée est de 42 ha,,.

## Culture locale et patrimoine

### Édifices civils
Galerie historique et culturelle :GTMA
Musée de la mine.
52, rue de l'Eglise.

### Édifices religieux
- Église Saint-François-de-Sales de Gagnières.

### Personnalités liées à la commune
- Le couturier Louis Féraud est né à Gagnières.
- Alain Fabre-Pujol (né en 1957) a été adjoint au maire de Gagnières.
- L'artiste peintre Daneïs vit depuis 1981 à Gagnières (nature morte et paysage).
- Le chancelier allemand Willy Brandt a vécu à Gagnières (résidence secondaire)
- Gagnières est le village de naissance du chansonnier et homme politique Jules Mathieu
- Roland Fangile, créateur de la course cycliste " L'étoile de Bessèges" a résidé à Gagnières
- le peintre Boletti, ami de Picasso, a vécu à Gagnières (Chavagna)c.

### Héraldique
| Blason de Gagnières | Blason  | De sinople à la fasce losangée d'argent et d'azur. |
| Blason de Gagnières | Détails | Le statut officiel du blason reste à déterminer.   |